# Wallington (Hertfordshire)
Wallington – wieś i civil parish w Anglii, w Hertfordshire, w dystrykcie North Hertfordshire. W 2011 civil parish liczyła 150 mieszkańców. Wallington jest wspomniana w Domesday Book (1086) jako Wallingtone.